# Nathan Twaddle
Robert Nathan Twaddle (Hamilton, 21 de agosto de 1976) es un deportista neozelandés que compitió en remo.
Participó en dos Juegos Olímpicos de Verano, obteniendo una medalla de bronce en Pekín 2008, en la prueba de dos sin timonel, y el cuarto lugar en Atenas 2004, en la misma prueba.
Ganó tres medallas en el Campeonato Mundial de Remo entre los años 2005 y 2007.
En 2009 fue nombrado miembro de la Orden del Mérito de Nueva Zelanda (MNZM).

## Palmarés internacional
| Juegos Olímpicos   | Juegos Olímpicos   | Juegos Olímpicos  | Juegos Olímpicos |
| Año                | Lugar              | Medalla           | Prueba           |
| ------------------ | ------------------ | ----------------- | ---------------- |
| 2008               | Pekín (China)      | Medalla de bronce | Dos sin timonel  |
| Campeonato Mundial |                    |                   |                  |
| Año                | Lugar              | Medalla           | Prueba           |
| 2005               | Kaizu (Japón)      | Medalla de oro    | Dos sin timonel  |
| 2006               | Eton (Reino Unido) | Medalla de plata  | Dos sin timonel  |
| 2007               | Múnich (Alemania)  | Medalla de plata  | Dos sin timonel  |